# Juan Jimeno Montalbán
Juan Jimeno Montalbán (Carmona, 27 de enero de 1912 - Mutxamel, 28 de enero de 1997) fue un militante anarcosindicalista y luchador antifranquista español.

## Biografía
Antes de la guerra civil española trabajó como ferroviario y estaba afiliado al Sindicato Ferroviario de la Confederación Nacional del Trabajo (CNT) de Madrid. El fin del conflicto lo tomó en Alicante, donde el 28 de marzo de 1939 consiguió subir al Stanbrook, un barco británico y llegar a Orán (Argelia). Su experiencia laboral le permitió trabajar en los ferrocarriles argelinos, lo que le permitió colaborar en la evasión de muchos compañeros internados en el Campo Morand (Ksar el Boukhari, afueras de Argel y de las Compañías de Trabajadores Extranjeros (CTE).
A finales de la década de 1950 se instaló en Marruecos. En 1960 fue uno de los fundadores en Casablanca de la Asociación Cultural Armonia, junto con José Muñoz Congost y otros compañeros, de la que será el primer presidente. A raíz de la reunificación de la CNT en el exilio y de la formación del organismo semiclandestino de lucha antifranquista Defensa Interior (DI) en 1961, fue nombrado delegado de esta organización y del núcleo del Movimiento Libertario Español (MLE) en el exilio en el norte de África.
En 1965 abandonó Marruecos y se instaló en Bélgica, militando en la Federación Local de la CNT de Lieja. A la muerte de Franco en 1975 volvió a España y militó en el Sindicato de Jubilados y en el de Oficios Varios de CNT de Alicante hasta su muerte en 1997.